# Vallo di Girgenti
Il Vallo di Girgenti, altrimenti detto Vallo di Agrigento, era uno dei valli (o reali dominii al di là del Faro) in cui era suddivisa la Sicilia prima della riforma amministrativa del Regno avvenuta con la Costituzione del 1812. In quanto ad istituzione è il più tardivo dei valli noti e venne ricavato all'interno del più ampio territorio del Val di Mazara.

## Etimologia
L'origine etimologica del termine Vallo è stata ampiamente discussa e non esiste una ipotesi definitiva. Genericamente si tende a far risalire il termine da un termine arabo, il più delle volte identificato nel vocabolo wālī (in arabo والى‎?). Tuttavia il termine definisce le magistrature preposte alle province e non le medesime, le quali sono piuttosto chiamate wilāya. Per lo studioso e orientalista Michele Amari vallis sarebbe da interpretarsi come traduzione in lingua latina del termine iqlīm, con significato indistinto nei primi diplomi normanni quale "territorio" e quindi estendibile a qualsiasi città, distretto o provincia. Sulla declinazione del vocabolo invece si concorda per l'uso al maschile distinguendolo dal lemma valle che comunque avrebbe ben diversa origine, sebbene non manchino errate attribuzioni del termine e non è raro quindi trovarlo declinato al femminile, ossia la Valle di Girgenti.
Il Vallo prese il nome dalla principale città dell'area, Girgenti, dove fu la sede amministrativa.

## Storia
L'istituzione del Vallo di Girgenti o di Agrigento risalirebbe all'età federiciana, in quanto appare la prima volta menzionato nel 1233. La sua esistenza tuttavia viene ipotizzata precedente a tale periodo, dal Gregorio e dal Capozzo il quale riporta che, delle diverse circoscrizioni in cui era ripartita la Sicilia in età araba, si ha memoria di cinque di esse: i valli di Mazara, di Noto, di Demena, di Agrigento e di Milazzo. Egli, ancora, afferma che la ripartizione in valli fu ripresa da Ruggero II, il quale, però, mantenne i soli tre valli di Mazara, di Noto e di Demena, destinando un giustiziere all'amministrazione di ciascuna delle tre province. Il numero di camerari previsti per i valli invece potrebbero, per Capozzo, aver mantenuto il territorio di competenza su circoscrizioni meno estese che, grossomodo, potevano ricalcare la suddivisione araba:
(Guglielmo Capozzo)
Nel 1231 Federico II unifica le circoscrizioni normanne per dissolvere le diverse autonomie e i privilegi concessi dai suoi predecessori e nel contempo ripristinare l'antica suddivisione romana, leggibile nel contesto della visione imperialistica del sovrano. Mediante le costituzioni di Melfi Federico suddivise il regno in due macroaree, assumendo quale riferimento la città calabrese di Roseto, che fungeva da confine, di conseguenza, la Sicilia e la Calabria costituirono la prima di tali aree, mentre gli altri territori continentali fino al Tronto costituirono la seconda macroregione e alla guida di ciascuna delle due divisioni era posto un Gran Giustiziere o Maestro Giustiziere. L'area siculo-calabrese fu ripartita in quattro giustizierati, due peninsulari e due isolani. In Sicilia, seguendo l'antica e naturale divisione dell'isola fatta dai due fiumi Imera, istituì il giustizierato Sicilia citra flumen Salsum e il giustizierato Sicilia ultra flumen Salsum, usando il Faro (Messina) come riferimento, sicché la Sicilia al di là del fiume Salso era costituita dalla metà occidentale. In tale territorio, l'amministrazione e la riscossione dei tributi fu affidata da Federico II al segreto, funzionario di nomina regia, di Palermo. L'eccessiva estensione delle due circoscrizioni e l'obbligo di amministrazione della giustizia nei luoghi di residenza degli imputati o nelle più immediate vicinanze portò alla creazione del Vallo di Girgenti, esso fosse esistito in passato o meno. Insieme al Vallo di Mazara quindi costituì la circoscrizione occidentale dell'Isola.

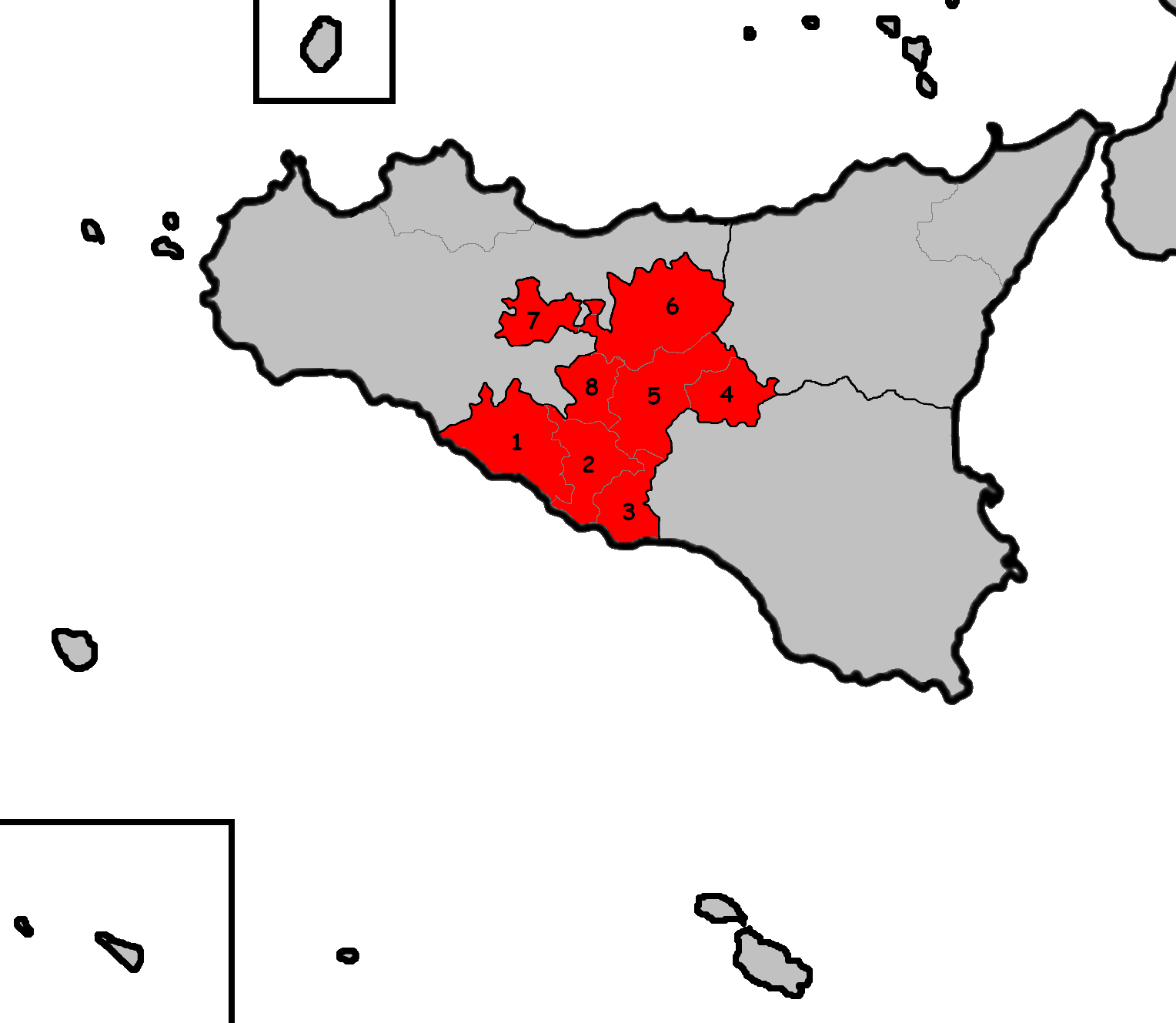
Il Vallo di Girgenti e Castrogiovanni intorno al 1403. Venne diviso in otto Territori: 1) Girgenti; 2) Naro; 3) Licata; 4) Castrogiovanni; 5) Calascibetta; 6) Polizzi; 7) Castronovo; 8) Sutera.

Alla morte di Manfredi, Carlo I fu designato Re di Sicilia da papa Clemente VI nel 1265, il quale provvide nuovamente ad accentrare le funzioni nelle due circoscrizioni maggiori svalutando e diminuendo le competenze delle circoscrizioni più piccole, compreso il Vallo di Girgenti. A seguito della lunga Guerra del Vespro e di forme amministrative provvisorie (perlopiù capitanati di giustizia) Pietro I - che nel 1282 si fece coronare Re di Sicilia, sebbene formalmente lo fosse ancora Carlo - ripristinò le figure amministrative federiciane riprendendo le due circoscrizioni fiscali le quali fecero capo ai secreti e maestri procuratori, nonché ai maestri portolani; i giustizierati ripresero invece la denominazione normanna di Vallo e si fecero più complessi prevedendo sette giustizieri a capo di un maestro giustiziere del Regno: Val di Mazara; Vallo di Girgenti; la Contea di Geraci che comprendeva anche le partes di Cefalù e Termini; Vallo di Castrogiovanni, Demina e Milazzo; Val di Noto; l'arcipelago di Malta; Palermo. Tali figure assunsero per esigenze belliche anche le funzioni fiscali e militari, sicché divennero organi intermedi tra gli uffici periferici e quelli centrali del Regno. I loro confini dovettero ricalcare quelli di epoca sveva e, nel caso di Girgenti, ricalcare i limiti della diocesi. A cavallo tra gli anni 1285 e 1286, sotto il regno di Giacomo I, il giustizierato della Contea di Geraci e delle partes di Termini e Cefalù viene aggregato al Vallo di Girgenti, e prenderà il titolo di Val di Agrigento, della contea di Geraci e delle parti di Termini e Cefalù, secondo alcuni studiosi fino al 1292, anno in cui la Contea di Geraci si distaccherà poiché infeudata a Enrico II di Ventimiglia. All'inizio degli anni 1370 dal Vallo di Girgenti, durante il periodo di concessioni fatte da re Federico IV, alla competenza del giustiziere del Vallo vennero sottratti la stessa Girgenti, Racalmuto, Cammarata e le università feudali di Giovanni e di Manfredi Chiaromonte.
Il Vallo amministrava quindi la giustizia quasi esclusivamente in quei centri feudali che non avessero concessioni speciali, perdendo di fatto i demani principali. Tale situazione si mantiene fino al 1403 quando vengono indette le Constitutiones di re Martino I che lo accorparono al Vallo di Castrogiovanni, secondo un preciso progetto di ricostituzione dei quattro valli principali federiciani affinché si potessero dissolvere gli ingenti privilegi concessi per forze di causa maggiore ai territori siciliani. La riforma amministrativa del Regno prevedeva quindi quattro valli principali (Mazara, Noto, Castrogiovanni e, appunto, Girgenti) suddivisi poi in Territori. Il neonato Vallo di Girgenti e Castrogiovanni prevedeva una suddivisione in otto territori: Girgenti, Naro, Licata, Castrogiovanni, Calascibetta, Polizzi, Castronovo e Sutera. Con la riforma del Regno durante l'età dei viceré, attribuita a Marcantonio Colonna, il Vallo verrà ridotto in più comarche, inglobate nel Vallo di Mazara, passando ad essere un corpo amministrativo di secondo livello, subordinata ad esso. La comarca sarà poi annullata con la riforma borbonica prevista dalla Costituzione siciliana del 1812, Girgenti divenne capoluogo del distretto e della provincia omonimi. La provincia rimarrà quasi invariata per la costituzione della Provincia di Agrigento, istituita dalla Costituzione del 1947, entrata in vigore l'anno seguente.

## Localizzazione
Il territorio occupato dal Vallo nella prima metà del XIII secolo si estendeva dal Canale di Sicilia al Mar Tirreno, comprendendo 
(Lodovico Bianchini)
Ossia tutta la Provincia di Agrigento, e parte delle province di Trapani, di Palermo e di Caltanissetta. Il Vallo si ridusse poi all'area territoriale che dalla costa mediterranea si estende fino all'entroterra, secondo alcuni studiosi dopo il 1282, con la creazione del giustizierato della Contea di Geraci, che comprendeva le partes di Cefalù e Termini.

## Geografia
Caratteristica geologica dell'area occupata dal Vallo sono le conformazioni rocciose sedimentarie e una ricca attestazione di ricche miniere (in prevalenza di zolfo) e di cavità carsiche testimoni di una ricchezza idrica del sottosuolo. Il territorio di superficie invece appare meno rigoglioso per apporto idrico. Notevole è la ricchezza del sottosuolo: tufo, salgemma, zolfo e altri minerali. Lo zolfo si può trovare nelle zone di Agrigento, Palma di Montechiaro, Canicattì; mentre la salgemma e gli altri minerali si estraggono in grande quantità a Realmonte.
Tra i maggiori rilievi il Monte Cammarata, il Gemini, il Monte delle Rose. Stretto tra i due grandi bacini del Salso e del Belice - quest'ultimo già confine con il Vallo di Mazara - trova nel Magazzolo la maggiore riserva fluviale che lo percorreva quasi per intero nella sua area centrale. Altri importanti corsi d'acqua il fiume Akràgas, lo Ipsas, il Platani. L'area in cui scorre il Belìce, ideale linea di demarcazione con il Val di Mazara, è tra le più instabili geologicamente essendo stata sconvolta da violenti sismi, tra cui quello del 1578 con epicentro a Sciacca (magnitudo 5.17±0.30) e quello del 1740 (magnitudo 5.37±0.30). Vegetazione naturale prevalente a macchia mediterranea, mentre le principali coltivazioni sono ad oliveti - di probabile inserimento greco - e a mandorleti. Le principali città si insediarono lungo la costa, mentre non manca la presenza di nuclei abitativi di notevole dimensione o importanza strategica nell'interno, come Bivona o Burgio.